# Mothäuser Heide
Die Mothäuser Heide unweit des Marienberger Ortsteils Kühnhaide ist das älteste Moor- und Schutzgebiet im Erzgebirge. Es besitzt den Status eines Naturschutzgebietes und ist gleichzeitig Fauna-Flora-Habitat. Das Moor befindet sich nordwestlich von Kühnhaide im mittleren Erzgebirge unweit der Deutsch-Tschechischen Grenze. Mit einer Höhenlage von 729 bis 773 m ü. NN befindet sich das Gebiet auf dem Gebirgskamm.

## Entstehung und Nutzung

Profilschnitt durch ein Gebirgshochmoor im Erzgebirge

Die ältesten Moorbildungen des Erzgebirges entstanden frühestens seit etwa 9000 Jahren. Die ersten Moorbildungen entstanden dort, wo mineralstoffreiches, saures Wasser zu Tage tritt. Bei den erzgebirgischen Mooren – so auch der Mothäuser Heide – handelt es sich um Mittelgebirgs-Hochmoore.
Allen Arten der Moornutzung geht eine Entwässerung voraus. Die Beeinflussung der erzgebirgischen Moore ist im Allgemeinen eng mit der Bergbau- und Siedlungsgeschichte dieses Raumes verbunden.
Zur Nutzbarmachung wurde ein dichtes Grabensystem (71 km lang und bis zu 4,5 Meter tief) angelegt, Torf gestochen, Fichten und Spiken gepflanzt. Die wirtschaftliche Nutzung erstreckte sich nachweislich über den Zeitraum von 1818 bis 1854. Die Räumung der Gräben wurde schlussendlich 1875 wegen Unwirtschaftlichkeit aufgegeben.
Abgesehen von forstwirtschaftlichen Eingriffen in den Randzonen sowie Immissionen – hier insbesondere SO2 – läuft seit nunmehr 120 Jahren eine ungestörte Regeneration des Moores ab. In den 1990er Jahren wurde das Moorgebiet vom Freistaat Sachsen an einen Immobilienmakler für die Summe von 1 Million DM übertragen. Durch diesen wurde später derartig Holz einschlagen, dass das Schutzgebiet auszutrocknen drohte. Später veräußerte dieser das Gebiet wiederum für mehr als 4 Millionen DM.

## Bedeutung
Bereits 1911 wurde das Areal zum Schutzgebiet erklärt, 1960 erhielten Teile dieses Schutzgebietes den Totalreservat-Status. Das Moor selbst erstreckt sich über eine Fläche von 124 ha, das Naturschutzgebiet ist mit 414,1 ha und das FFH-Gebiet mit einer Fläche von 663 ha ausgewiesen.
Die Mothäuser Heide repräsentiert eine relativ großflächige und intakte Hochmoorlandschaft. Die Torfschicht wächst jährlich um ca. 1 Millimeter und erreicht im Kern des Gebietes eine Mächtigkeit von etwa 8 Metern.
Das Wasserspeichervolumen entspricht in etwa dem der Talsperre Neunzehnhain I bei Lengefeld, dies sind etwa 0,54 Mio. m³.

### Vegetation

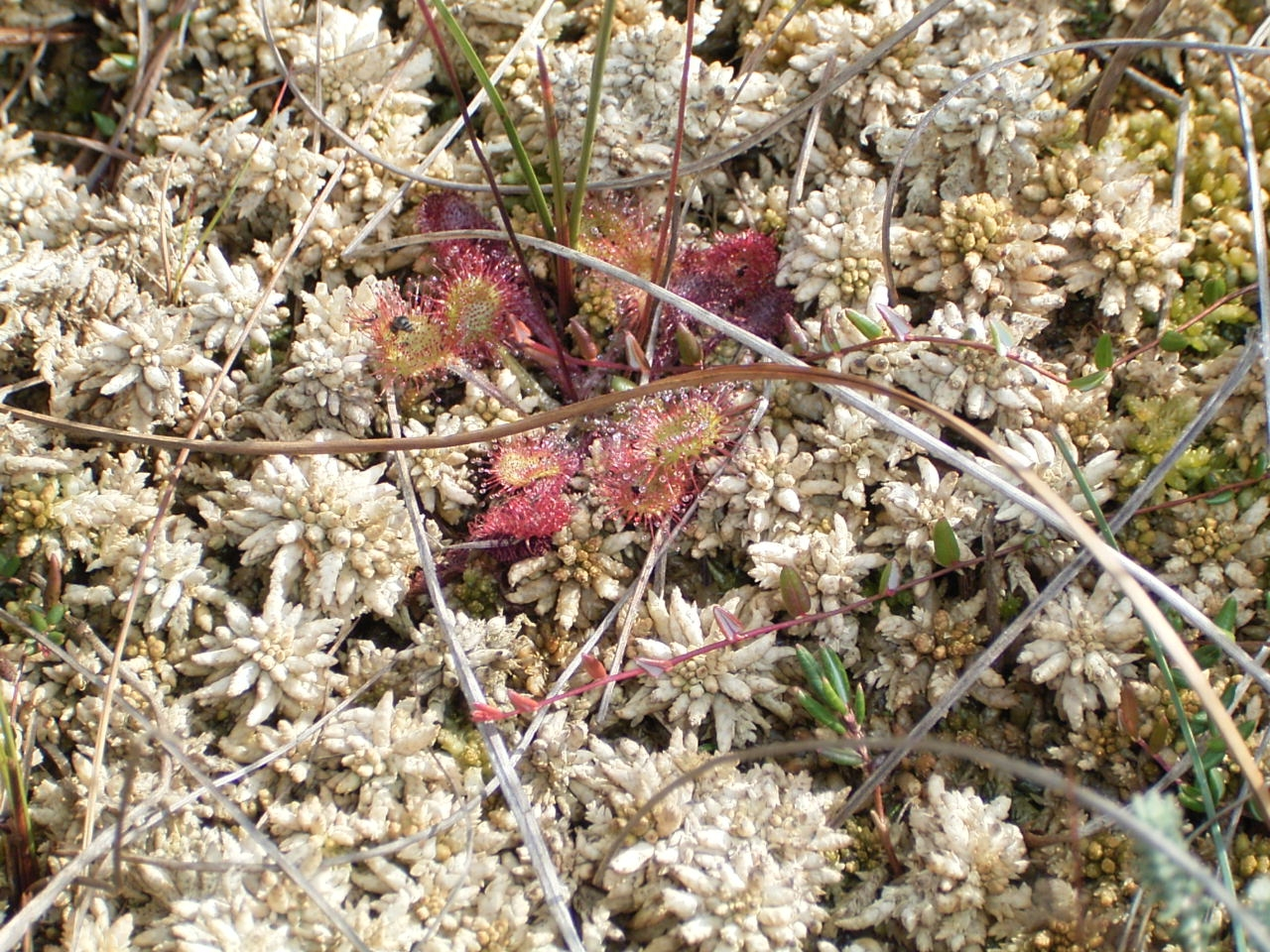
Bleichmoospolster mit Sonnentau, Moosbeere und Rosmarinheide

Im Zuge verschiedener Arbeiten wurde das Moor vermessen, seine Entwicklung beschrieben, die Vegetation bestimmt und mit früheren Vegetationskartierungen verglichen um Veränderungen zu untersuchen.
Pflanzenarten (Auswahl): 
- Zwerg-Birke,
- Scheiden-Wollgras,
- Rundblättriger Sonnentau
- Gemeine Moosbeere
- Rosmarinheide
- Europäischer Siebenstern
- Heidelbeeren